# أوه جيروزليم
أوه جيروزليم (بالإنجليزية: O Jerusalem)‏ ، هي فيلم فرنسي من نوع الحرب، أنتجت سنة 2006 .

## قصة الفيلم
تدور الفيلم حول قصة رجلان، أحدهما أمريكي والآخر عربي، وهما صديقان قررا السفر من مدينة نيويورك إلى مدينة القدس ، وكانت القدس تحت السيطرة الجيش البريطاني ، وبعد أعلن إسرائيل سنة 1948 وانسحاب الجيش البريطاني، بدأت القوات المسلحة الأردنية بدخول القدس، وشن الحرب على قوات الهاجاناه ، وتنتهي القصة بسيطرة الأردن على القدس الشرقية وخروج اليهود منها سنة 1949 .

## وصلات خارجية
- O Jerusalem
- أوه جيروزليم على موقع IMDb (الإنجليزية)
- أوه جيروزليم على موقع ميتاكريتيك (الإنجليزية)
- أوه جيروزليم على موقع روتن توميتوز (الإنجليزية)
- أوه جيروزليم على موقع نتفليكس (الإنجليزية)
- أوه جيروزليم على موقع ألو سيني (الفرنسية)
- أوه جيروزليم على موقع Turner Classic Movies (الإنجليزية)
- أوه جيروزليم على موقع أول موفي (الإنجليزية)
- أوه جيروزليم على موقع فيلمافينيتي (الإسبانية)
- أوه جيروزليم على موقع قاعدة بيانات الفيلم (الإنجليزية)
- أوه جيروزليم على موقع ليتربوكسد (الإنجليزية)